# Mariano Cusmano
Mariano Cusmano (Licodia Eubea, 1600 – Licodia Eubea, 1680) è stato un pittore italiano del Seicento.
Operò principalmente nel suo paese natale, dove si trovano molte opere che gli furono commissionate per i locali edifici religiosi (chiese e conventi).
La tecnica usata principalmente da Cusmano era la pittura ad olio su tela. Questo si può dedurre da diverse suo opere che sono giunte ai tempi recenti e che per la maggior parte dei casi si conservano a Licodia.
Per esempio l'olio su tela di San Francesco d'Assisi, posto sul lato sinistro del presbiterio della chiesa dei Cappuccini. Questa tela fu commissionata da Alfonso Santapau principe di Palazzolo. San Francesco appare durante la sua stigmatizzazione.
Di Cusmano è inoltre un altro olio su tela che raffigura il perdono di Assisi che sovrasta l'altare maggiore della chiesa dei cappuccini di Licodia Eubea. Diverse sono le opere di questo pittore conservate nella chiesa del Crocefisso o Ospedale di Licodia.
Lavorò anche a Caltagirone, Grammichele, dove è possibile trovare suoi vari dipinti. Eseguì opere anche in varie località della provincia di Ragusa.